# Reyðarfjörður
Reyðarfjörður és una ciutat d'Islàndia. Té una població de 1102 i és un dels pobles més poblats que conformen el municipi de Fjarðabyggð.

## Història
La ciutat està al fons del fiord del mateix nom, el més gran a la costa est d'Islàndia. Com la majoria d'altres pobles en els fiords orientals, està envoltat de muntanyes, de les quals la més alta és d'uns 972 metres. Tot i que el clima és particularment plujós i amb boira, en els dies clars d'estiu sovint té les temperatures més altes d'Islàndia.
Des del segle XX Reyðarfjörður era un port comercial,així com un port pesquer. Per la seva ubicació i estratègiques bones condicions portuàries, es va convertir en el segon més gran de les bases aliades a Islàndia durant la Segona Guerra Mundial.Hi ha un museu de la Segona Guerra Mundial amb seu a l'antic campament sobre de la ciutat.
Reyðarfjörður s'uní a Eskifjörður i Neskaupstaður el 1998 per formar el nou municipi de Fjarðabyggð ("Acord dels fiords").

## Geografia
Els altres pobles que componen el Municipi són: Eskifjörður (1.043 hab.), Fáskrúðsfjörður (662 hab.), Mjóifjörður (35 hab.), Neskaupstadur (1.437 hab.) i Stöðvarfjörður (203 hab.).